# Drémil-Lafage
Drémil-Lafage este o comună în departamentul Haute-Garonne din sudul Franței. În 2009 avea o populație de 2.529 de locuitori.

## Evoluția populației
| An        | 1975 | 1982 | 1990  | 1999  | 2006  | 2009  |
| --------- | ---- | ---- | ----- | ----- | ----- | ----- |
| Populație | 516  | 925  | 2.007 | 2.580 | 2.591 | 2.529 |